# The Beloved Vagabond
The Beloved Vagabond er en amerikansk stumfilm fra 1915 af Edward José.

## Medvirkende
- Edwin Arden som Gaston de Nerac
- Kathryn Browne-Decker som Joanna Rushworth
- Bliss Milford som Blanquette
- Doc Crane
- Eric Mayne